# 稲敷市立新利根小学校
稲敷市立新利根小学校（いなしきしりつ しんとねしょうがっこう）は、茨城県稲敷市柴崎にある公立小学校。

## 概要

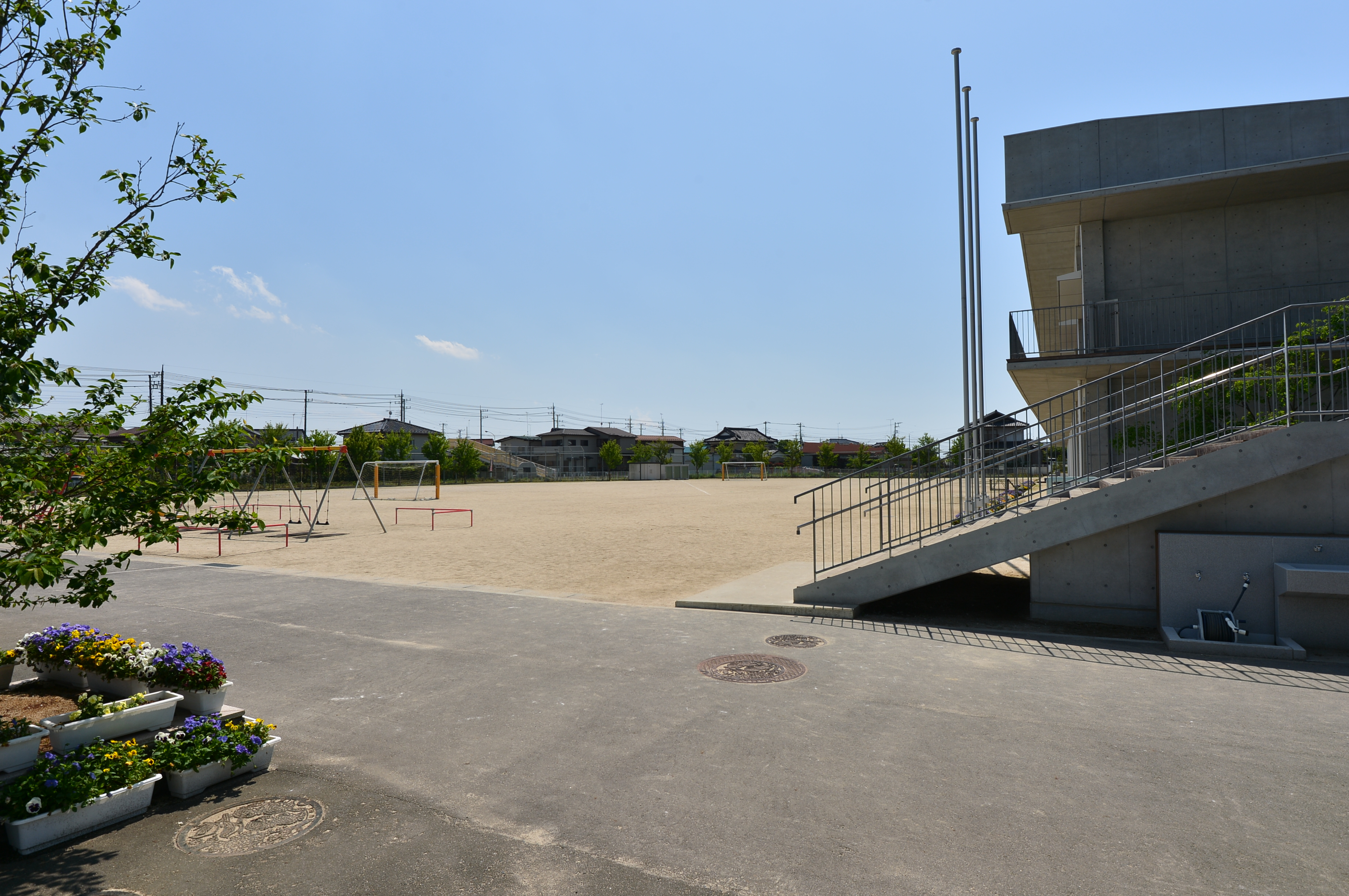
稲敷市立新利根小学校の校庭

少子化の影響ため、2014年に新利根地区の根本小学校、柴崎小学校、太田小学校の3つの小学校を統合して設立された。

## 沿革
- 2014年
  - 4月 - 設立
  - 9月18日 - 新校舎落成式（利用開始は9月1日から）[1][2]

## 教育方針
- めざす生徒像
  - かしこい子（よく考え、自ら学ぶ子）
  - やさしい子（思いやりのある明るい子）
  - つよい子（じょうぶでたくましい子）

## 通学区域
- 稲敷市
  - 上根本、下根本、柴崎、戌渡、伊崎、狸穴、伊佐津、南太田、中山、角崎、太田、下太田、寺内、小野、堀川[3]

## 交通
- JR成田線滑河駅より約8.1km（徒歩1時間40分）
- 関東鉄道バス新利根小学校前バス停より約310m